# Back Home (album av Westlife)
Back Home är ett studioalbum av den irländska musikgruppen Westlife. Det gavs ut den 5 november 2007 och innehåller 12 låtar.

## Låtlista
| Nr  | Titel                            | Längd |
| --- | -------------------------------- | ----- |
| 1.  | Home                             | 3:24  |
| 2.  | Us Against the World             | 3:58  |
| 3.  | Something Right                  | 3:12  |
| 4.  | I'm Already There                | 4:16  |
| 5.  | When I'm With You                | 4:10  |
| 6.  | Have You Ever?                   | 4:29  |
| 7.  | It's You                         | 4:05  |
| 8.  | Catch My Breath                  | 3:15  |
| 9.  | The Easy Way                     | 3:31  |
| 10. | I Do                             | 4:28  |
| 11. | Pictures In My Head              | 4:14  |
| 12. | You Must Have Had a Broken Heart | 4:01  |

## Listplaceringar
| Lista         | Topplacering |
| ------------- | ------------ |
| Australien    | 14           |
| Nederländerna | 48           |
| Norge         | 18           |
| Nya Zeeland   | 12           |
| Schweiz       | 19           |
| Sverige       | 33           |
| Österrike     | 65           |